# SM Entertainment
SM Entertainment Co., Ltd. (korejsky SM엔터테인먼트) je jednou z největších jihokorejských zábavních společností založená v roce 1995 producentem Lee Soo-manem. Společnost formovala a popularizovala řadu k-popových hvězd s globálními fandomy. SM také odstartoval k-popovou "Hallyu" tzv. "korejskou vlnu", díky úspěchu skupiny H.O.T. a zpěvačky BoA.
SM nyní zastupuje například tyto k-popové umělce: TVXQ!, Super Junior, Girls' Generation, J-Min, SHINee, Zhou Mi, EXO, Red Velvet, NCT, SuperM, BoA a Aespa. Dříve například zastupoval: S.E.S., Fly to the Sky, Shinhwa, TraxX, Jang Na-ra, The Grace, f(x) a Henryho Laua. Rovněž má pod sebou i herce, například: Kim Min-jong, Lee Jae-ryong, Yoo Ho-jeong, Ki Do-hun. Dříve například: Lee Yeon-hee, Go Ara.

## Dceřiné společnosti
- SM Studios
  - SM C&C (2012)
  - SM Life Design Group (2018)
  - DEAR U (2017)
  - Mystic Story (2017)
  - KeyEast (2018)
- Dream Maker Entertainment (2006)
- SM True (2011)
- SM Brand Marketing (2008)
- galaxia SM (2004)
- Million Market (2018)
- SM Japan (2001)
- SM USA (2008)
- SM F&B Development (2008)
- SM TOWN Planner (2017)
- ESteem (2015)

### Label
- Woollim Entertainment (2013)
- Label SJ (2015)
- ScreaM Records (2016)
- Label V
- All I Know Music (AIKM)
- SM Classics (2020)